# Кир Булычёв
Кир Булычёв (настоящее имя — И́горь Все́володович Може́йко; 18 октября 1934, Москва, СССР — 5 сентября 2003, Москва, Россия) — советский и российский писатель-фантаст, драматург, сценарист, литературовед, переводчик, историк, востоковед, фалерист. Доктор исторических наук. Лауреат Государственной премии СССР (1982). Псевдоним скомпонован из имени жены Киры и девичьей фамилии матери писателя Марии Михайловны Булычёвой.
Кир Булычёв является одним из самых популярных советских фантастов. Его самое известное произведение — цикл детских книг о девочке из будущего Алисе Селезнёвой, оказавший большое влияние на советскую популярную культуру. Написал множество фантастических произведений для взрослых, научных трудов и стихов. Произведения Булычёва были экранизированы более двадцати раз — больше, чем у любого другого советского фантаста.

## Биография

### Происхождение
Игорь Всеволодович Можейко родился 18 октября 1934 года в Москве.
Отец — Всеволод Николаевич Можейко (1906—1980) в 15 лет ушёл из дома, устроившись учеником на завод. В 1923 году в возрасте 17 лет он прибыл в Петроград. Работал там слесарем, а по окончании рабфака поступил на юридический факультет ЛГУ, параллельно работая в профсоюзе. Инспектируя однажды карандашную фабрику Хаммера, он познакомился там с работницей Марией Михайловной Булычёвой, с которой вступил в брак в 1925 году. В 1939 году отец оставил семью. Позже отец стал профессором, в 1966 году — доктором юридических наук.
Мать — Мария Михайловна Булычёва (1905—1986) была дочерью офицера, полковника Михаила Булычёва, преподавателя фехтования Первого кадетского корпуса и до революции обучалась в Смольном институте благородных девиц. После революции она освоила рабочую специальность, а затем окончила автодорожный институт. В 1930-е годы служила комендантом Шлиссельбургской крепости, а во время войны работала начальником авиадесантной школы в городе Чистополь.
Отчим — Яков Бокиник (1904 — 7 мая 1945), учёный-химик, погиб на фронте в Курляндии в последние дни Великой Отечественной войны.
Младшая единоутробная сестра — Наталья Яковлевна Бокиник.
Фантастикой Игорь Можейко начал интересоваться ещё в школьные годы:

Я точно помню, как это случилось со мной. В октябре 1944 года мне исполнилось десять лет. Книг для детей тогда не издавалось, но мама отыскала для меня новую книгу. Фантастическую. К тому времени я уже прочитал некоторые романы Жюля Верна, одолел «Войну миров» Уэллса, полюбил «Затерянный мир» Конан-Дойля, прочел «Пылающий остров» и «Человека-амфибию» — то есть был по тем бедным на книги временам начитан в фантастике. Я хорошо относился к ней, но нельзя сказать, что любил или выделял ее. Мама принесла тоненькую книжку в бумажной обложке. На обложке был изображен какой-то лесной пейзаж. И написано «Пять румбов». Автор — Иван Ефремов. Ночь, за которую я прочел эту книгу, стала поворотной в моей жизни. С этого момента у меня был любимый на всю жизнь писатель. И любимый на всю жизнь вид литературы.
— Кир Булычёв. Падчерица эпохи (Второе пришествие Золушки) // Если. — 2003. — № 6.
После окончания школы Игорь по комсомольской разнарядке поступил в Московский государственный институт иностранных языков имени Мориса Тореза, который окончил в 1957 году.

### Профессиональная деятельность
Два года работал в Бирме переводчиком и корреспондентом АПН.
В 1959 году вернулся в Москву и поступил в аспирантуру Института востоковедения АН СССР. Писал историко-географические очерки для журналов «Вокруг света» и «Азия и Африка сегодня».
В 1962 году окончил аспирантуру.
С 1963 года работал в Институте востоковедения, специализируясь на истории Бирмы.
В 1965 году защитил кандидатскую диссертацию по теме «Паганское государство (XI—XIII века)», в 1981 году — докторскую диссертацию по теме «Буддийская сангха и государство в Бирме». В научном сообществе известен трудами по истории Юго-Восточной Азии.

В сборнике научной фантастики 1972 года псевдоним написан ещё с точкой

Первый рассказ «Маунг Джо будет жить» опубликован в 1961 году. Фантастику начал писать в 1965 году, фантастические произведения издавал исключительно под псевдонимом. Первое фантастическое произведение — рассказ «Долг гостеприимства», был опубликован как «перевод рассказа бирманского писателя Маун Сейн Джи». Этим именем Булычёв впоследствии пользовался ещё несколько раз, но большинство фантастических произведений публиковались под псевдонимом «Кирилл Булычёв» — псевдоним был скомпонован из имени жены и девичьей фамилии матери писателя. Впоследствии имя «Кирилл» на обложках книг стали писать сокращённо — «Кир.» (см. илл.), а потом была «сокращена» и точка, так и получился известный сейчас «Кир Булычёв». Встречалось и сочетание Кирилл Всеволодович Булычёв. Своё настоящее имя писатель сохранял в тайне до 1982 года, поскольку полагал, что руководство Института востоковедения не посчитает фантастику серьёзным занятием, а потому опасался, что после раскрытия псевдонима будет уволен.
Издано несколько десятков книг, общее количество опубликованных произведений — сотни. Помимо написания своих произведений занимался переводом на русский фантастических произведений американских писателей.
Экранизировано более двадцати произведений, в частности, по повести «Сто лет тому вперёд» (1978) снят пятисерийный фильм «Гостья из будущего» — один из самых популярных в СССР детских фильмов середины 1980-х.
В 1982 году стал лауреатом Государственной премии СССР за сценарии к художественному фильму «Через тернии к звёздам» и полнометражному мультфильму «Тайна третьей планеты». При вручении Государственной премии и был раскрыт псевдоним, впрочем, ожидаемое увольнение не состоялось.
Кир Булычёв был членом Творческих советов журналов фантастики «Полдень. XXI век» и «Если». Журнал «Если» был даже спасён Булычёвым в середине 1990-х годов, когда оказался под угрозой финансового краха.
Лауреат премии в области фантастики «Аэлита» (1997). Кавалер «Ордена рыцарей фантастики» (2002).
С 1978 года жил в доме № 12 по Большому Тишинскому переулку.
В 1992—2003 годах был членом комиссии по государственным наградам при Президенте РФ.
Умер 5 сентября 2003 года в возрасте 68 лет в Москве в НИИ скорой помощи имени Н. В. Склифосовского после тяжёлого и продолжительного онкологического заболевания. Похоронен в Москве на Миусском кладбище, участок 2 (55.793767, 37.598699).
В 2004 году Кир Булычёв посмертно стал лауреатом шестой международной премии в области фантастической литературы имени Аркадия и Бориса Стругацких («АБС-премия») в номинации «Критика и публицистика» за серию очерков «Падчерица эпохи».

## Личная жизнь
Жена — Кира Алексеевна Сошинская (22 июля 1933 — 18 февраля 2022), художник, книжный иллюстратор, писатель-фантаст, переводчик. По образованию — архитектор, позже стала журнальным дизайнером, затем занялась и книжной графикой. С 1959 года занималась оформлением журнала «Знание — сила», также была главным художником журнала «Советский экран». Работала в издательстве «Мир». Иллюстрировала книги мужа, серию «Зарубежная фантастика» издательства «Мир», сборник рассказов Льва Толстого. Участница выставок, персональная выставка в Лондоне (2002). Принимала участие во вручении премии «Алиса», была членом жюри детского художественного конкурса «Алиса возвращается».
Дочь — Алиса Игоревна Лютомская (Можейко; родилась 17 ноября 1960 года, в её честь названа Алиса Селезнёва), архитектор, предприниматель, президент ООО Архитектурно-проектное бюро «Элис».

## Творчество

### Фантастика
В своих произведениях Кир Булычёв охотно обращался к ранее придуманным и описанным персонажам, в результате чего получилось несколько циклов произведений, в каждом из которых описываются приключения одних и тех же героев.
Издательство «Эксмо» выпустило практически полное собрание сочинений Кира Булычёва в 18 томах (2005—2007) в серии «Отцы-основатели: Русское пространство».
Некоторые произведения были впервые опубликованы посмертно. Несколько рассказов было обнаружено в архивах писателя и было издано в 2008—2012 годах: «Орёл», «Петух кричит с опозданием», «Гибель поэта», «Выстрел Купидона» в книге «Глубокоуважаемый микроб» (2008) в серии «Лучшие книги за XX лет» издательства «Текст», «Пленники долга» из цикла о докторе Павлыше в журнале «Если» (№ 5, май 2009), «Шестьдесят лет спустя» в «Новой газете» (№ 106 от 24 сентября 2010), и «Жёлтое привидение» в последнем томе трёхтомного сборника «Великий Гусляр» (2012) издательства «Время». Эти и другие малоизвестные и редкие произведения, не вошедшие в 18-томное издание издательства «Эксмо», будут изданы ограниченным тиражом в двухтомнике из серии «Для узкого круга» (2015−2016).

#### Приключения Алисы
«Приключения Алисы» — наиболее известный цикл произведений Кира Булычёва. Главная героиня этого цикла — школьница (в первых рассказах ещё дошкольница) конца XXI века Алиса Селезнёва; имя героине автор дал в честь своей дочери Алисы, родившейся в 1960 году.
Первыми произведениями цикла стали научно-фантастические рассказы для детей, составившие сборник «Девочка, с которой ничего не случится» (1965). Приключения Алисы происходят в самых разных местах и временах: на Земле XXI века, в космосе, на океанском дне и даже в прошлом, куда она забирается на «машине времени», а также в Легендарной эпохе — пространственно-временном участке Вселенной, где существуют сказочные персонажи, волшебство.
Существует даже ещё один, «внутренний» цикл «Алиса и её друзья в лабиринтах истории», рассказывающий о приключениях детей XXI века в прошлых временах.
В первых произведениях Алиса была единственным из основных персонажей ребёнком, а повествование велось от лица космобиолога профессора Селезнёва, отца Алисы (автор, судя по одной из повестей, назвал его своим настоящим именем — Игорь). Позже повествование стало вестись от третьего лица, а основными героями, вместе с Алисой, стали её ровесники — одноклассники и друзья.
Часть книг цикла ориентирована на детей младшего возраста. Такие книги представляют собой, по сути, сказки, в них нередко действуют волшебники и сказочные существа, происходят чудеса. Также и в более «взрослых» книгах имеется заметный элемент сказочности.
Цикл книг об Алисе одновременно и самый популярный, и самый неоднозначный. Критики[кто?] не раз отмечали, что ранние рассказы и повести об Алисе были гораздо сильнее, чем последующие. В поздних книгах появляется налёт «сериальности», встречаются повторения сюжетных ходов, нет лёгкости. Это и понятно: невозможно почти сорок лет на одинаково высоком уровне постоянно писать об одних и тех же героях. Сам Булычёв в интервью не раз говорил, что ему не хочется больше писать про Алису. Но персонаж оказался сильнее автора: Алиса Селезнёва стала таким же «вечным героем», как Шерлок Холмс Конан Дойля и Кир Булычёв периодически снова возвращался к ней. Последняя повесть об Алисе — «Алиса и Алисия» была закончена автором в 2003 году, незадолго до смерти.

#### Великий Гусляр
Цикл о вымышленном городе Великий Гусляр (прототипом которого послужил Великий Устюг Вологодской области). В Гусляр наведываются инопланетяне, там множество странных жителей, там происходят необычайные события. И там же живут обычные нормальные люди, которым, из-за особенностей окружения, время от времени приходится решать совершенно неожиданные проблемы и даже в самых странных обстоятельствах оставаться прежде всего людьми.
Произведения цикла написаны очень легко и с юмором, их приятно и неутомительно читать, при том, что в них нередко затрагиваются вполне серьёзные вопросы и проблемы. Гуслярский цикл содержит около семидесяти произведений, в нём семь повестей (некоторые из них в разное время издавались под разными названиями), остальное — рассказы.
Первый рассказ — «Связи личного характера» — появился из дорожного знака «Ремонтные работы», на котором, как показалось автору, у рабочего было три ноги. Рассказ был написан специально для болгарского журнала. Произведения цикла создавались в течение почти тридцати пяти лет, начиная с 1967 года. Цикл рождался стихийно, оттого в ранних рассказах появляются герои-однодневки или герои, которые уезжают из города навсегда, но в следующих рассказах вдруг снова появляются. На карте вымышленного города постепенно появлялись новые объекты, и в середине 1990-х годов в журнале «Уральский следопыт» появилась карта города Великий Гусляр. Постепенно цикл рос, сейчас его повести и рассказы делят на восемь частей: «Чудеса в Гусляре», «Пришельцы в Гусляре», «Возвращение в Гусляр», «Гусляр-2000», «Господа гуслярцы», «Гусляр навеки», «Письма Ложкина» и «Рассказы из архива Кира Булычёва». Некоторые рассказы цикла в изданные сборники «Гуслярских хроник» не входят.
В 1984 году на киностудии Мосфильм по повести «Марсианское зелье» был снят художественный фильм «Шанс».

#### Доктор Павлыш
Традиционная для советской научной фантастики космическая фантастика, повести и рассказы с различными сюжетами, повествующие о полётах землян в космос, на другие планеты и об их приключениях там. Цикл объединяет один общий герой — доктор Владислав Павлыш, космический врач. Прототипом послужил врач Владислав Павлыш с судна «Сегежа» (это же название Булычёв дал одному из космических кораблей, на которых летал в книгах доктор Павлыш), с которым писатель совершил плавание по Северному Ледовитому океану. Этот цикл не является, строго говоря, сериалом, он создавался не «под героя». Просто в написанных в разное время и на разные темы «космических» произведениях встречается один и тот же человек, причём в одних произведениях он выступает как главный герой, в других — как рассказчик, в третьих — просто как один из многих персонажей.
Опубликовано девять произведений, в том числе и знаменитый роман «Посёлок»; некоторые из них выходили частями и под разными названиями. Повесть «Тринадцать лет пути» — первое произведение из цикла о докторе Павлыше.
Состав цикла:
1. Садовник в ссылке (рассказ позднее вошел в третью главу повести «Белое платье Золушки»)
2. Хоккей Толи Гусева
3. Тринадцать лет пути
4. Великий дух и беглецы
5. Последняя война
6. Закон для дракона
7. Белое платье Золушки
8. Половина жизни
9. Красный олень — белый олень
10. Посёлок

#### Андрей Брюс
Андрей Брюс, агент Космофлота, является персонажем двух произведений — «Агент КФ» и «Подземелье ведьм». В ходе своих путешествий по делам межпланетного космического агентства герой сталкивается с необходимостью проявить настоящее, неподдельное мужество и решимость.
В первом романе Андрей Брюс сталкивается с заговором на планете Пэ-У, в реалиях которой узнаётся знакомая автору Мьянма.
Второй роман — «Подземелье ведьм» (экранизирован в 1989 году, роль Брюса исполнил Сергей Жигунов), посвящён последствиям удивительного эксперимента по ускорению эволюции животного и растительного мира, и социального развития людей, который провели на одной дальней планете неведомые представители высокоразвитой цивилизации. Произведения, посвящённые Андрею Брюсу, написаны в жёсткой, достоверной манере, особое внимание в них уделено моральным и социальным вопросам.

#### Интергалактическая полиция
Серия книг о приключениях агента ИнтерГалактической полиции (ИнтерГпол) Коры Орват. Время действия приблизительно соответствует времени действия книг про Алису Селезнёву. Кора — девушка, найденная в космосе, воспитывалась в школе-интернате для необычных найдёнышей, затем была привлечена к работе в ИнтерГполе начальником этой организации, комиссаром Милодаром.
Книги этой серии — фантастические детективы, по ходу сюжета Кора занимается раскрытием преступлений и распутыванием различных загадок. По словам самого писателя, Кора Орват — это своего рода «повзрослевший вариант Алисы Селезнёвой». Вместе с тем Кора заметно отличается от Алисы характером. В поздних произведениях Кора и Алиса иногда пересекаются, из-за чего возникает непроизвольная отсылка к Фенимору Куперу — в его романе «Последний из могикан» двух героинь-сестёр также зовут Кора и Алиса. Цикл также пересекается с циклом о Великом Гусляре, а в повести «Зеркало зла» героиня посещает Лигон конца XVIII века.
Состав цикла:
1. Детский остров
2. На полпути с обрыва
3. Покушение на Тесея
4. В куриной шкуре
5. Предсказатель прошлого
6. Последние драконы
7. Исчезновение профессора Лу Фу
8. Зеркало зла

#### Институт экспертизы
Небольшая серия рассказов о некоей научной лаборатории («Институт Экспертизы»), занимающейся исследованием необычайных явлений и делающих фантастические открытия. Герои этого цикла также встречаются в цикле «Театр теней».
Состав цикла:
1. Детективная история
2. Обозримое будущее
3. …хоть потоп!
4. Кому это нужно?
5. Письма разных лет

#### Театр теней
Театр теней — серия из трёх книг — «Вид на битву с высоты», «Старый год», «Операция „Гадюка“», в которых описываются приключения героев в некоем параллельном, «теневом» или «нижнем» мире, существующем бок о бок с нашим, обычным. Этот мир очень похож на наш, но практически безлюден. При определённых обстоятельствах люди отсюда могут попадать туда и жить там. Кто-то просто живёт, а кто-то тут же находит способ превратить параллельный мир в источник обогащения и удовлетворения жажды власти. Герои, общие с циклом «Институт экспертизы», пытаются исследовать этот мир. Главный герой Георгий Алексеевич (Гарик) Гагарин — археолог, по происхождению — инопланетянин-подкидыш, найденный 12 апреля в лесу.

#### Река Хронос
Изначально серия из четырёх романов: «Наследник», «Штурм Дюльбера», «Возвращение из Трапезунда», «Покушение». В цикл также входят романы «Заповедник для академиков», «Младенец Фрей» и несколько детективных романов и повестей, написанных отдельно. В цикле, выдержанном в жанре альтернативной истории, рассмотрены возможные альтернативные сценарии развития истории России. Герои цикла — Андрей Берестов и Лидочка Иваницкая — получают возможность путешествовать во времени и по параллельным мирам и быть свидетелями таких событий альтернативной истории, как освобождение царской семьи Колчаком после революции 1917 года («Штурм Дюльбера»), разработка ядерного оружия в СССР в 1939 году («Заповедник для академиков») и даже возрождение Ленина в младенце в 1990-х годах («Младенец Фрей»). К циклу примыкают несколько детективных, нефантастических романов: «Усни, красавица», «Таких не убивают», «Дом в Лондоне».

#### Верёвкин
События произведений этого цикла происходят в городе Верёвкин, прототипом которого послужил город Венёв Тульской области.
Список произведений
- Котёл (1992)
- Лишний близнец (1997)
- Будущее начинается сегодня (1998)
- В когтях страсти (1998)
- Золушка на рынке (1999)
- Чума на ваше поле (1999)
- Гений и злодейство (2000)

#### Лигон
Действие романов дилогии: «На днях землетрясение в Лигоне» и «Голые люди» происходит в вымышленной стране Лигон в юго-восточной Азии. Прототипом послужила Бирма, в которой автор провёл несколько лет.
Название Лигон также носит столица одного из государств планеты Муна в повести «Последняя война».

#### Внецикловые повести и романы
К таковым можно отнести целый ряд значительных произведений:
- Повесть «Журавль в руках» (1976) описывает жизнь параллельного мира, где идёт затяжная феодальная война, в которую вмешиваются люди, живущие в нашем мире.
- В повести «Похищение чародея» (1979) группа пришельцев из будущего, проникшая в наше время, пытается спасти и вывезти к себе в будущее выдающегося учёного, жившего за 700 лет до нашего времени, который неминуемо погибнет в далёком Средневековье. Свидетелем и участником их работы становится случайно оказавшаяся в центре событий современная (время действия и реалии соответствуют моменту написания повести) девушка Анна. В повести вопрос о «гении и злодействе» встаёт в самой острой форме. Повесть характерна ещё одной особенностью: в ней впервые опубликован текст, который позже выходил отдельно под названием «Поминальник XX века». В нём перечислены вымышленные автором гении, с раннего детства якобы проявившие совершенно выдающиеся способности к искусству, наукам, в том числе самостоятельно повторявшие, часто в совершенно неподходящем окружении, величайшие научные теории, но не ставшие известными по причине их гибели, как правило, насильственной, в детском или юношеском возрасте. «Поминальник XX века» — символ хрупкости таланта и гениальности. Повесть экранизировалась в виде одноимённых телеспектакля (1981) и фильма (1989).
- Повесть «Чужая память» (1981) рассказывает о сложных нравственных конфликтах, началом которых послужил эксперимент советского учёного Ржевского, создавшего своего клона. Более молодой клон начинает разбираться в делах оригинала двадцатилетней давности.
- «Город наверху» (1986), роман, посвящённый приключениям группы археологов на мёртвой планете, на которой, оказывается, после разрушительной войны остатки населения продолжают жить в огромном подземном городе. В романе описана трагедия жителей подземного города, которым правит военно-промышленная олигархия. Сюжет подземных путешествий неоднократно использовался Булычёвым в таких произведениях как «Нужна свободная планета», «Подземная лодка», «Убежище» и «Любимец».
- Повесть «Смерть этажом ниже» (1989) описывает техногенную катастрофу в небольшом провинциальном советском городе, которую руководство города всячески старается скрыть. Действие происходит в эпоху перестройки. Автор посвящает много страниц анализу конформизма и диссидентства той эпохи.
- Роман «Тайна Урулгана» (1991), написанный в стиле «ретро», посвящён удивительным и страшным событиям, начавшимся с того, что одна молодая англичанка приезжает в дореволюционную Сибирь для поисков отца — исследователя Арктики, пропавшего без вести. Путешественники, продвигаясь по Лене, прибывают на место падения Урулганского метеорита, оказавшегося инопланетным кораблём с замороженным пришельцем внутри.
- Роман «Любимец» (1993), действие в котором происходит через сто лет после завоевания Земли пришельцами-негуманоидами (огромными рептилиями), посвящён сложным и, порой, неоднозначным отношениям, сложившимся у остатков землян с захватчиками: люди становятся домашними любимцами (яркая аналогия на отношения человека и собаки), их выгуливают на поводке, спаривают для получения потомства и даже устраивают настоящие бои. Но всё ещё есть сопротивление, намеревающееся скинуть инопланетный гнёт.
- Роман «Убежище». Первый роман намечавшегося цикла, этакий ответ Гарри Поттеру, однако смерть писателя оставила сериал незаконченным, а сам роман «Убежище» вышел в 2004 году, когда Булычёва уже не было в живых. В романе мальчику Севе предстоит спасти волшебный народ, состоящий из персонажей сказок. Волшебному народу нет места в нашем мире, и они намерены построить убежище под землёй, Севе предстоит разведать место под будущее поселение.

#### Внецикловые рассказы
Кир Булычёв написал большое количество фантастических рассказов, представляющие собой самостоятельные произведения. Первым из них был рассказ «Когда вымерли динозавры», впервые опубликованный во втором номере журнала «Искатель» за 1967 год. Некоторые из них изначально были опубликованы в разного рода научно-популярных журналах, таких как «Химия и жизнь» или «Знание — сила». Основные авторские сборники рассказов — «Чудеса в Гусляре» (1972), в который вошли не только гуслярские рассказы, «Люди как люди» (1975), «Летнее утро» (1979), «Коралловый замок» (1990), «Кому это нужно?» (1991).

### Драматургия
Кир Булычёв написал несколько пьес, некоторые из которых — по просьбе режиссёра Андрея Россинского для постановки в театре «Лаборатория». Некоторые пьесы он писал специально: «Крокодил на дворе», «Ночь в награду», некоторые получались из переработанных повестей: «Товарищ Д.» и «Осечка-67», а пьеса «Именины госпожи Ворчалкиной» − переработка одноимённой пьесы императрицы Екатерины Великой.

### Другое

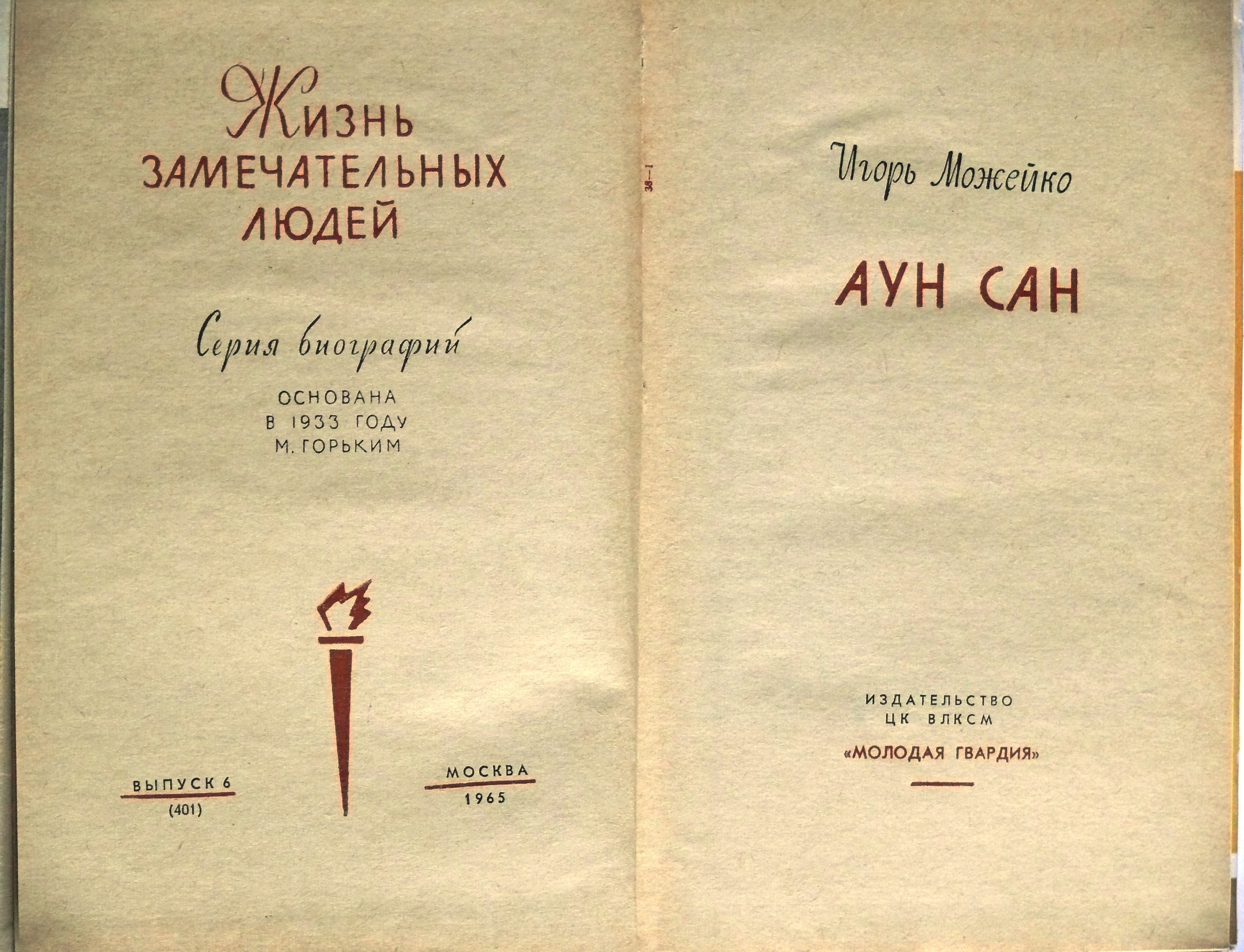
Титульный лист книги Игоря Можейко «Аун Сан», ЖЗЛ, 1965

Общее количество изданных научных и научно-популярных произведений, публиковавшихся под настоящим именем — несколько сотен. Большей частью это работы по истории («7 и 37 чудес», «Женщины-убийцы», «Артур Конан Дойл и Джек-потрошитель», «1185 год»), востоковедению («Аун Сан»), и литературоведению («Падчерица эпохи» — о фантастике 1920—1930-х годов), а также автобиографическая книга «Как стать фантастом», публиковавшиеся в специальных и популярных журналах. Кроме того, из-под пера Булычёва вышло более шестисот стихотворений и несколько десятков рассказов-миниатюр.
В книге «Западный ветер — ясная погода» популярно описываются события Второй мировой войны в Юго-Восточной Азии.
Заслуживает отдельного упоминания книга «В Индийском океане: Очерки истории пиратства в Индийском океане и Южных морях (XV—XX вв.)» (позже издавалась и под другими названиями).
Помимо создания собственных произведений Булычёв переводил на русский язык книги иностранных авторов. Опубликованы в переводах Кира Булычёва произведения (преимущественно фантастические) Айзека Азимова, Бена Бовы, Хорхе Луиса Борхеса, Энтони Бучера, Э. Винникова и М. Мартин, Р. Гарриса, Грэма Грина, Спрэга де Кампа, Х. Кепке, Артура Кларка, Сирила Корнблата, Урсулы Ле Гуин, Мья Сейн, У. Пауэрса, По Хла, Фредерика Пола, Пэрл Аун, Мака Рейнолдса, Клиффорда Саймака, М. Сент-Клэр, Жоржа Сименона, Теодора Старджона, Т. Томас, Джеймса Уайта, Д. Уондри, Роберта Хайнлайна, Л. Хьюза, Д. Шмица, Пирса Энтони.
В 50-х годах Булычёв и его однокурсник хотели перевести сказку Льюиса Кэрролла «Алиса в Стране чудес» на русский язык, несмотря на то, что книга была давным-давно переведена, о чем приятели не знали. Однако в издательстве «Детгиз» сказали, что «советским детям такая книжка не нужна».

## Экранизации
По его произведениям и оригинальным сценариям снято более 20 фильмов, а также телесериалы и эпизоды телеальманаха «Этот фантастический мир». К большей части своих экранизаций Булычёв сам написал сценарии.
Самой первой его экранизацией в 1976 году был фильм «Бросок, или Всё началось в субботу».
В 1979 году режиссёр Константин Осин на киностудии Мосфильм снял короткометражный художественный фильм «Что-то с телефоном» по мотивам рассказа Кира Булычёва «Можно попросить Нину?». Действие происходит в 1970-х годах. Герой фильма безуспешно пытается дозвониться своей знакомой Нине, но, набирая номер, попадает к девочке, которую тоже зовут Нина. Её ответы кажутся ему странными, пока он не понимает, что каким-то необыкновенным образом разговаривает с ребёнком из Москвы 1942 года. Другие экранизации рассказа: «Разновидность контактов» (СССР, 1987), реж. Валерий Обогрелов; «Дорогой Вадим Николаевич» (2014, Россия), реж. Владимир Уфимцев; «Можно попросить Нину?» (2016, Россия), реж. Полина Беляева; «Временная связь» (2020, Россия), реж. Дмитрий Аболмасов.
Ещё один короткометражный фильм «Золотые рыбки» был снят в 1983 году. Это была первая киноистория, посвящённая Великому Гусляру. В 1986 году вышел фильм «Родимое пятно» — комедийный короткометражный фильм по рассказу из сборника «Пришельцы в Гусляре».
В 1984 году вышел полнометражный фильм «Шанс» по повести «Марсианское зелье», финалы повести и фильма различаются, но после текст был переписан ближе к экранизации.
Также в 1984 году был снят телефильм «Гостья из будущего».
Фильм «Комета» (1983) снят по оригинальному сценарию Булычёва, но в нём можно легко предположить продолжение «Через тернии к звёздам».
В 1986 году на киностудии имени М. Горького был снят короткометражный фильм «Эксперимент-200», по рассказу Булычева «Юбилей-200», об опытах по очеловечиванию шимпанзе. Фильм является дипломной работой режиссёра Юрия Мороза.
«Лило́вый шар» — советский детский художественный фильм, снятый в 1987 году режиссёром Павлом Арсеновым по мотивам одноимённой повести Кира Булычёва из цикла «Приключения Алисы».
В 1988 году был снят телефильм «Поляна сказок», по рассказу «Недостойный богатырь»; автор переписал весь сценарий, оставив от изначального текста лишь одну деталь.
В 1988 году был снят фантастический детский художественный фильм «Миллион приключений: Остров ржавого генерала» экранизация повести «Остров ржавого лейтенанта» из цикла «Приключения Алисы».
В 1989 году вышел художественный фильм «Похищение чародея» по одноимённому роману.
Игровой фильм «Осечка» по повести «Осечка 67» был выпущен в 1993 году.
Фильм «Хронос» Романа Просвирнина по мотивам рассказов Кира Булычева вышел в июле 2022 года.
В 2022 году начались съёмки сериала «Очевидное невероятное» по рассказам из цикла «Великий Гусляр».
В апреле 2024 года вышел фильм «Сто лет тому вперёд».
Мультфильмы по произведениям Кира Булычёва
Самый первый вышедший в 1981 году «Тайна третьей планеты».
В 1985 году вышел мультфильм «Два билета в Индию».
В 1988 году вышел «Узники „Ямагири-Мару“», кукольный мультфильм большого успеха не имел и сейчас считается самой неудачной экранизацией Алисы Селезнёвой.
В 1988 году вышел мультфильм «Перевал» по первой части романа «Посёлок».
В 1989 году вышла серия кукольных мультфильмов: «Кладезь мудрости», «Копилка», «Спутник икры», «Свободный тиран», «Яблоня» и «Чудеса в Гусляре», бережное отношение к материалу, однако, не помогло им снискать успех у зрителя.
«День рождения Алисы» — российский полнометражный мультипликационный фильм, выпущенный студией «Мастер-фильм» по одноимённой повести об Алисе Селезнёвой. Работа над фильмом была завершена 19 декабря 2008 года, премьера состоялась 12 февраля 2009 года, в прокате с 19 февраля 2009 года, вышел на DVD/Blu-Ray 12 марта 2009 года.
В 2012 г. вышел мультфильм под названием «Алиса знает, что делать!», из произведений Кира Булычёва про Алису были взяты только персонажи, остальное разрабатывалось сценаристами сериала.

## Премии и награды
- Государственная премия СССР (1982)
- орден «За заслуги перед Отечеством» IV степени (17 декабря 1994) — за заслуги перед народом, связанные с развитием российской государственности, достижениями в труде, науке, культуре, искусстве, укреплением дружбы и сотрудничества между народами[31]
- Благодарность Президента Российской Федерации (20 мая 2002) — за активное участие в работе Комиссии по государственным наградам при Президенте Российской Федерации[32]
- В 1997 году в Екатеринбурге Киру Булычёву был вручён приз всероссийской премии «Аэлита» за вклад в фантастику.
- В 2002 году в рамках фестиваля фантастики «Аэлита» популярный писатель стал первым кавалером «Ордена рыцарей фантастики» им. И. Халымбаджи.
- В 2004 году Киру Булычёву была присуждена Российская литературная премия имени Александра Грина (посмертно), за серию повестей об Алисе Селезнёвой.
- В 1988 году был удостоен премии «Золотой телёнок» «Литературной Газеты» («Клуба 12 стульев»).

В честь писателя назван астероид (541631) Kirbulychev, открытый в 2011 году.

## Мемориальная премия им. Кира Булычёва
Сразу после смерти писателя журналом «Если», членом Творческого Совета которого долгие годы являлся Кир Булычёв, была учреждена Мемориальная премия им. Кира Булычёва. Вручается с 2004 года за высокий литературный уровень и человечность, проявленную в произведении. Сама премия представляет собой миниатюрную бронзовую пишущую машинку — символ труда писателя. В жюри входят два сотрудника «Если», все члены Творческого Совета журнала и четыре жанровых критика.
В разные годы лауреатами Мемориальной премии им. Кира Булычёва становились:
- Марина и Сергей Дяченко,
- Евгений Лукин,
- Олег Дивов,
- Михаил Успенский,
- Святослав Логинов,
- Александр Бачило и Игорь Ткаченко,
- Дмитрий Колодан.

## Другие псевдонимы
Кроме наиболее известного псевдонима Кир Булычёв, писатель использовал также несколько других:
- Кирилл Булычёв,
- Игорь Всеволодович Всеволодов,
- Ю. Лесорубник,
- Николай Ложкин,
- Маун Сейн Джи (якобы, бирманский писатель-прозаик),
- Лев Христофорович Минц,
- Юрий Митин,
- Свен Томас Пуркинэ,
- Б. Тишинский,
- С. Фан